# Ferdinand Vandeveer Hayden
Ferdinand Vandeveer Hayden (7 septembre 1829 – 22 décembre 1887) est un géologue américain célèbre pour ses expéditions de découverte des montagnes Rocheuses, à la fin du XIXe siècle.

## Biographie
Né à Westfield dans le Massachusetts, il fit ses études à l'Oberlin College puis à l'Albany Medical College. Sous l'influence du paléontologue et géologue James Hall, il participa à une expédition au Nebraska. En 1856 il fut engagé par le gouvernement fédéral américain et entama une série d'explorations à but scientifique dans les territoires de l'Ouest. Le résultat de ses recherches fut publié dans le Geological Report of the Exploration of the Yellowstone and Missouri Rivers in 1859-1860 (1869).

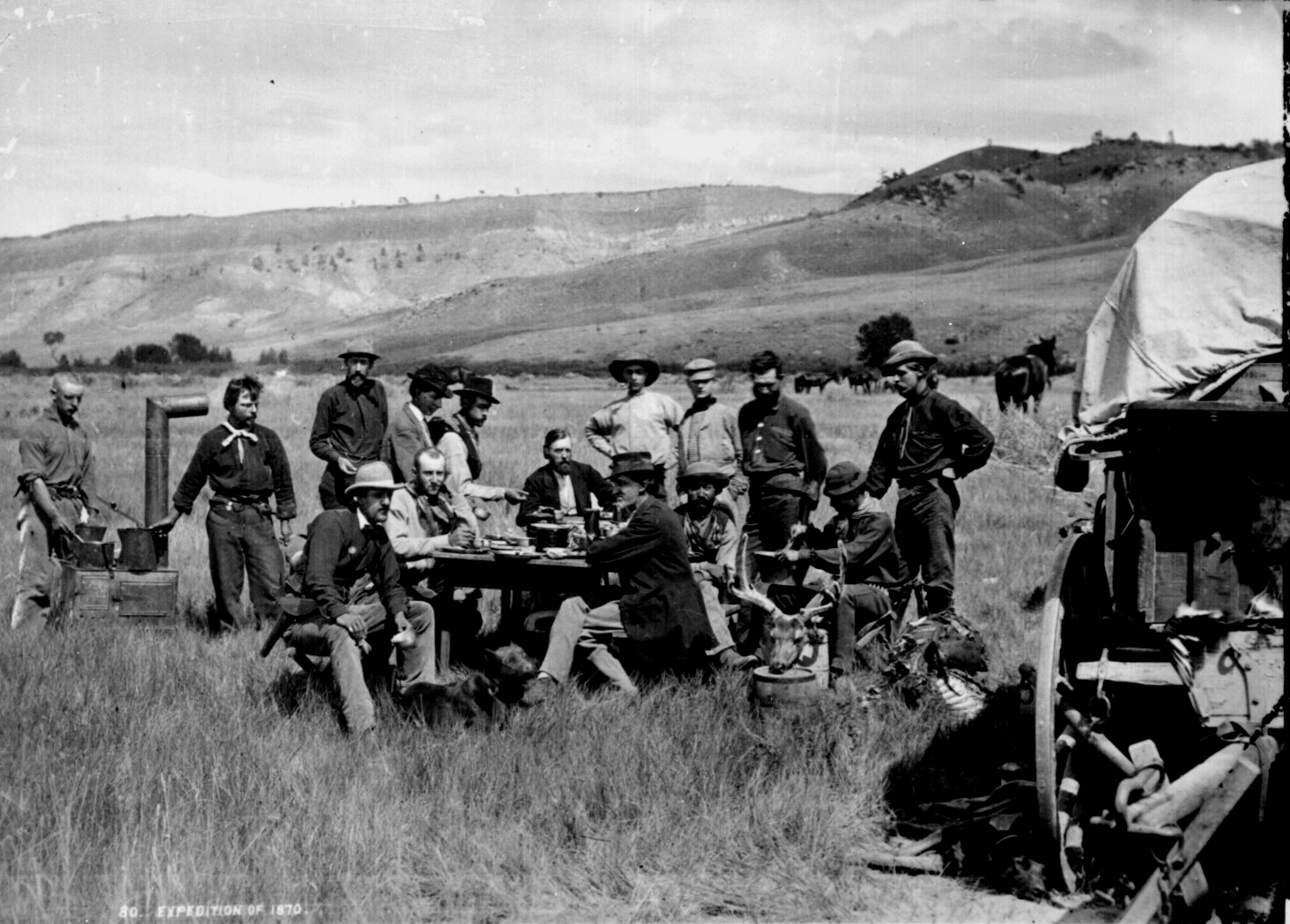
Repas de midi au camp de l'U.S. Geological Survey. Red Buttes, Wyoming, 24 août 1870. Hayden est assis au bout de la table ; il porte une veste sombre.

Pendant la guerre de Sécession, il travailla comme chirurgien dans l'armée et devint officier médical en chef de l'armée de la Shenandoah. Après le conflit, en 1867, il fut désigné géologue responsable de l'United States Geological and Geographical Survey of the Territories. Pendant une douzaine d'années, il publia ses découvertes dans le domaine de l'histoire naturelle, notamment dans le Geological and Geographical Atlas of Colorado (1877).  
En 1872, Hayden joua un rôle déterminant pour convaincre le Congrès américain de faire du Yellowstone un parc national, avec l'aide des photographies de William Henry Jackson. Il mourut à Philadelphie le 22 décembre 1887. Il est enterré dans le cimetière de Woodlands à Philadelphie.
La ville de Hayden au Colorado, dans la vallée de la Yampa River, a été baptisée en son honneur.

## Publications
Ses autres publications : 
- Sun Pictures of Rocky Mountain Scenery (1870)
- The Yellowstone National Park, illustré par Thomas Moran (1876)
- The Great West: its Attractions and Resources (1880)